# Formiguer cap-ratllat
El formiguer cap-ratllat (Drymophila striaticeps) és una espècie d'ocell de la família dels tamnofílids (Thamnophilidae).

## Hàbitat i distribució
Viu als bosquets de bambú de les muntanyes de l'oest i centre de Colòmbia, oest i est de l'Equador, est de Perú i oest de Bolívia, a la llarga dels Andes.